# Jan XXI
Jan XXI, łac. Ioannes XXI, właśc. port. Pedro Julião (łac. Petrus Juliani), zw. Piotrem Hiszpanem (łac. Petrus Hispanus), a. Adwokatem (wł. Pietro Rebulo) (ur. ok. 1210 w Lizbonie, zm. 20 maja 1277 w Viterbo) – papież w okresie od 8 września 1276 do 20 maja 1277. Jedyny Portugalczyk, który został papieżem.

## Życiorys

### Wczesne życie
Był z pochodzenia Portugalczykiem, synem lekarza. Początkowo uczył się w szkole katedralnej w Lizbonie, następnie studiował w Paryżu. Zajmował się dialektyką i logiką. Szczególnie jednak interesowała go filozofia Arystotelesa. W latach 1242–1252 studiował i wykładał medycynę na uniwersytecie w Sienie. Tam właśnie napisał swoje Traktaty logiczne (łac. Summulae logicales), które przez następne trzysta lat były podstawowym dziełem na temat logiki. Za pośrednictwem ówczesnego kardynała Ottobono Fieschiego, poznał papieża Grzegorza X i został jego osobistym lekarzem.

Thesaurus pauperum

Przebywając przy papieżu, Hiszpan napisał Skarbiec ubogich (łac. Thesaurus pauperum), w którym podawał sposoby leczenia każdej części ciała. Także i to dzieło spotkało się z dużym zainteresowaniem. W 1272 został arcybiskupem Bragi, a w 1273 kardynałem biskupem Tusculum.
Po śmierci Hadriana V i wobec suspensy konstytucji Ubi periculum, kardynałowie usiłowali zebrać się w Viterbo, gdzie wybuchły zamieszki. Dzięki sugestiom Giovanniego Orsiniego, na Stolicę Piotrową wybrali Piotra Hiszpana. Przyjął imię Jana XXI pomimo tego, iż powinien był przybrać imię Jan XX. Zrobił to po zbadaniu papieskich archiwów, wyciągnął jednak z dokumentów błędny wniosek, jakoby po Janie XIV wybrany został kolejny papież o tym imieniu, który został pominięty w oficjalnej numeracji. W istocie występującym w ówczesnych kronikach papieżem Janem był po prostu Jan XIV, uwięziony przez antypapieża Bonifacego VII, który zawładnął wówczas Rzymem.

### Pontyfikat
Już na samym początku pontyfikatu wydał dwie bulle. W pierwszej potwierdzał decyzje swojego poprzednika o zmianie niektórych postanowień Soboru lyońskiego II (1274). W drugiej potępił osoby, które brały udział w zamieszkach, jakie wybuchły podczas ostatniego konklawe.
Jan XXI od samego początku pontyfikatu musiał zmierzyć się z problemami politycznymi. W 1263 roku papież Urban IV oddał Karolowi Andegaweńczykowi Królestwo Sycylii. Od tamtej pory władca rozszerzał swoje wpływy w Rzymie i państwie papieskim, czemu papież starał się przeciwdziałać. Prowadził również negocjacje z królem Niemiec Rudolfem dotyczące Romanii – dawnego egzarchatu Rawenny. Chciał, by władca ostatecznie zwrócił ją państwu papieskiemu.
Papież rozpoczął też przygotowania do krucjaty, o podjęciu której zadecydował Sobór Lyoński II. Wysłał wezwania do różnych krajów. Odpowiedzieli na nie Filip III z Francji i Alfons X, władca Kastylii i Leonu. W lutym 1276 roku Filip złożył przysięgę, iż osobiście poprowadzi swoje wojska na Saracenów. Na przeszkodzie stanęła jednak wrogość pomiędzy oboma władcami, który toczyli spór o Królestwo Nawarry. Papież zaangażował się w mediacje pomiędzy nimi. Udało mu się pogodzić rządzących, jednak już w 1277 roku ponownie rozpoczęli oni przygotowania do wojny przeciwko sobie.
Prowadził także negocjacje z Michałem Paleologiem dotyczące zjednoczenia z kościołami wschodnimi. Cesarz bizantyński zgodził się uznać prymat rzymski i przyjąć Filioque, jednak chciał utrzymać dotychczasowe greckie obrzędy. Gdy Michał VIII wysłał podpisany dokument w tej sprawie, papież już nie żył.

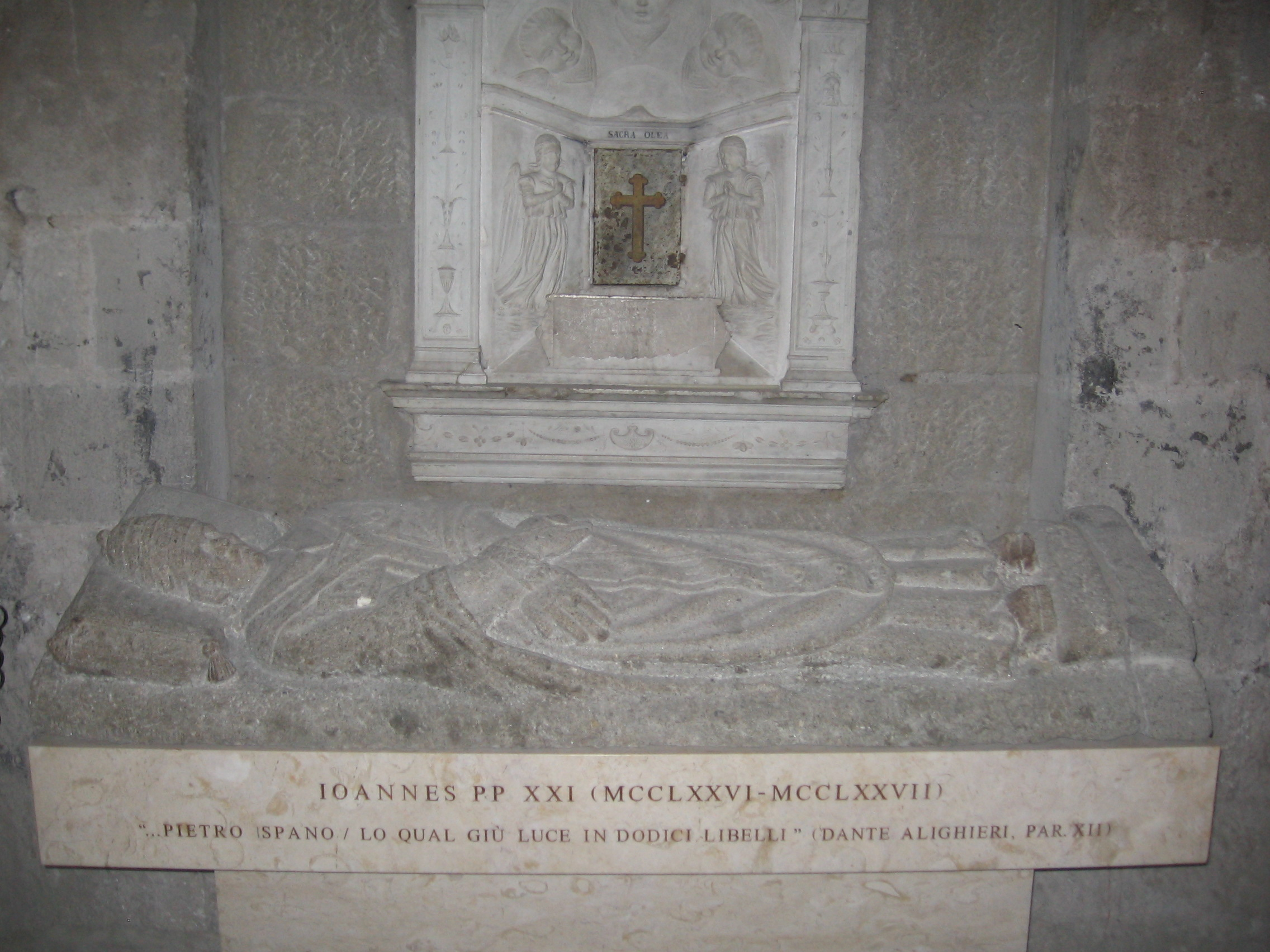
Grób Jana XXI

Jan XXI był prawdopodobnie jedynym papieżem, który zmarł w wyniku wypadku (a nie ze starości, choroby lub wskutek morderstwa). Gdy 12 maja 1277 zasnął w nowym skrzydle swojego pałacu w Viterbo, zawalił się fragment sklepienia, poważnie raniąc papieża. Jan zmarł 20 maja, osiem dni później i pochowano go w katedrze w Viterbo.

## Dzieła
W przekładzie na język polski:
- Piotr Hiszpan: Traktaty logiczne. Tadeusz Włodarczyk (tłum., oprac.). Warszawa: PWN, 1969, s. 238 (c.), seria: Biblioteka Klasyków Filozofii.
- Piotr Hiszpan: Skarbiec ubogich: Fragmenty. W: Historia filozofii – meandry kultury: Teksty i studia ofiarowane Jackowi Widomskiemu z okazji 65. urodzin. Marek Czekański (tłum., oprac.), Marcin Karas (red.). Kraków: ZW „Nomos”, 2014, s. 15–33. ISBN 978-83-7688-170-6.